# طایفه (فیلم)
طایفه (به فرانسوی: La Horde) عنوان فیلمی فرانسوی در ژانر وحشت است که توسط بنجامین روشر و یانیک دهن کارگردانی و در ۲۸ آگوست سال ۲۰۰۹ در فرانسه توزیع گردید.

## داستان فیلم
نبرد دراز مدت و خونبار دو طایفه، به کشتارهای عظیمی ختم شده است. گروه شکست خورده در پی انتقام خون عزیزان خود، شبانه به مقر دشمن حمله می کنند و چند تن از آنان را می‌کشند اما در پی یک غفلت، ورق برگشته و اسیر دشمن می‌شوند. آنها در یک قدمی مرگ هستند که ناگهان خود را در برابر لشکری از زامبی‌ها می‌بینند. چندین تن از هر دو گروه در برابر حملات زامبی ها کشته می‌شوند. سرانجام هر دو طایفه تصمیم می‌گیرند تا برای مدتی آتش بس کرده و در برابر زامبی‌های خون آشام باهم متحد شوند. در کشمکش و نبرد با زامبی‌ها، میان سردسته هر دو گروه دوستی ایجاد می‌شود. اما در این میان، یک نفر قسم خورده است تا به هر طریق انتقام خود را بگیرد ...

## بازیگران
ژان-پیر مارتینز
کلود پرون
دویودویو ماستا
اریک ابویانی
جو پرستیا
بوکی اسشایلر

## شناسنامه فیلم
کارگردانان : بنجامین راچل و یانیک داهن
تهیه‌کننده : رافائل راچر
موسیقی : کریستوفر لینیترز
فیلمبردار : جولین میوریسی
تدوین : دیمیتی آماد
مدت زمان فیلم : ۹۶ دقیقه / رنگی
زبان فیلم : فرانسوی
توزیع در فرانسه : ۲۰۰۹
توزیع در امریکا : ۲۰۱۰